# Arquip d'Atenes
|  | Per a altres significats, vegeu «Arquip (desambiguació)». |

Arquip d'Atenes o Arquippos d'Atenes (en llatí Archippus, en grec antic Ἄρχιππος "Arkhippos") fou un poeta còmic atenenc de la Vella comèdia, que va guanyar un premi l'any 415 aC, segons diu Suides. La seva comèdia principal es titulava  Ἰχθῦς, "Els peixos", en la qual, segons els fragments que en queden, es pot interpretar que els peixos van declarar la guerra als atenencs perquè consideraven que menjaven peix en excés. Per fi van signar un tractat pel qual Melanti, el poeta tràgic i altres atenencs devoradors de peixos van ser lliurats als peixos que se'ls van menjar. Sembla que la peça era molt enginyosa per l'ús que feia de les paraules.
Va escriure algunes altres obres:
- Ἀμφιτρύων ("Amphitryon", Amfitrió)
- Ἡρακλῆς γαμῶν ("Heraklés gamon", Hèracles casant-se)
- Ὄνου σκιά ("onou skiá", l'ombra de l'ase)
- Πλοῦτος ("Ploutos" Plutos)
- Ρίνων ("Rínon", l'escut de cuir)
- Ποίησις ("Poiesis", poema)
- Ναυαγός ("Nayagós", nàufrag)
- Νῆσοι ("Nésoi", illa)
- Νίοβις o Νίοβος ("Níobis o Níobos")

Les quatre darreres podrien ser obra d'Aristòfanes.